# 食品衛生法
食品衛生法（しょくひんえいせいほう、昭和22年12月24日法律第233号）は、日本において飲食によって生ずる危害の発生防止に関する日本の法律である。
食品と添加物などの基準、表示、検査などの原則を定める。食器、割ぽう具、容器、包装、乳児用おもちゃについても規制の対象となっている。1947年（昭和22年）12月24日に公布された。

## 主務官庁
主所管
- 消費者庁食品衛生基準審査課
- 消費者庁食品表示課

副所管
- 厚生労働省健康・生活衛生局食品監視安全課

2024年（令和6年）4月1日付で、厚労省健康・生活衛生局食品基準審査課が廃止され、厚労省は取締業務のみの担当となった。
連携
- 農林水産省大臣官房新事業・食品産業部食品製造課
- 農林水産省消費・安全局食品安全政策課
- 水産庁漁政部加工流通課
- 経済産業省製造産業局化学物質管理課
- 環境省大臣官房環境保健部環境保健企画管理課
- 原子力規制庁放射線防護企画課

## 構成
2024年(令和6年)4月1日現在
- 第1章 総則
  - 1条 目的
  - 2条 国及び都道府県等の責務
  - 3条 食品等事業者の責務
  - 4条 定義
- 第2章 食品及び添加物
  - 5条 販売用の食品又は添加物の取扱原則
  - 6条 販売等を禁止される食品又は添加物
  - 7条 新開発食品の販売禁止

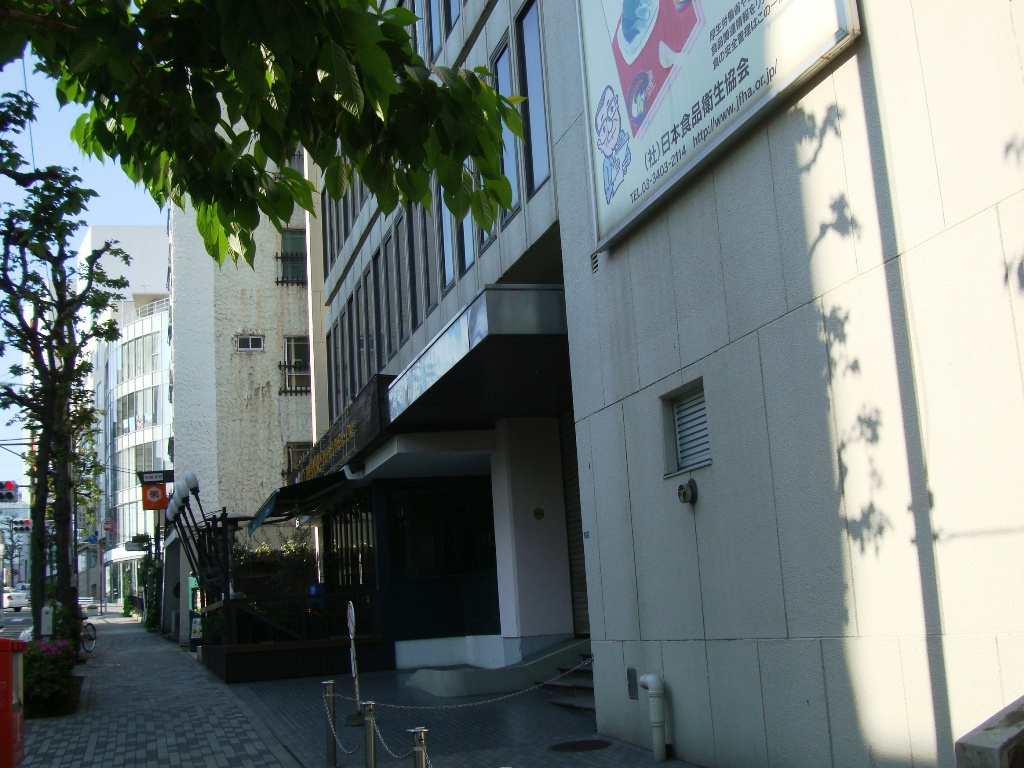
食品衛生協会（東京・原宿）

  - 8条 指定成分等含有食品による健康被害等の届出
  - 9条 特定の食品又は添加物の販売等の禁止
  - 10条 病肉等の販売等の禁止
  - 11条 特定の食品又は添加物の販売等の禁止
  - 12条 定めのない添加物並びにこれを含む食品の販売等の禁止
  - 13条 食品又は添加物の基準及び規格
  - 14条 農薬等の資料提供等の要請
- 第3章 器具及び容器包装
  - 15条 営業上使用する器具及び容器包装の取扱原則
  - 16条 有毒有害な器具もしくは容器包装の販売等の禁止
  - 17条 特定の器具または容器包装の販売等の禁止
  - 18条 器具もしくは容器包装もしくはその原材料の規格・基準の制定
- 第4章 表示及び広告
  - 19条 規格基準がある器具または容器包装の表示の基準
  - 20条 虚偽表示等の禁止
- 第5章 - 食品添加物公定書
  - 21条 食品添加物公定書
- 第6章 監視指導
  - 21条の2 国および都道府県等は、監視指導の連携と協力
  - 21条の3 広域連携協議会
  - 22条 監視指導指針
  - 23条 輸入食品監視指導計画
  - 24条 都道府県等食品衛生監視指導計画
- 第7章 検査
  - 25条 食品もしくは添加物の検査
  - 26条 検査命令
  - 27条 食品等の輸入の届出
  - 28条 報告徴収、検査および収去
  - 29条 食品衛生検査施設
  - 30条 食品衛生監視員
- 第8章 登録検査機関
  - 31条 登録検査機関の登録
  - 32条 欠格事由
  - 33条 登録の基準
  - 34条 登録の更新
  - 35条 検査の義務
  - 36条 事業所の新設等の届出
  - 37条 業務規定
  - 38条 製品検査業務の休廃止の制限
  - 39条 財務諸表等の備付けおよび閲覧等
  - 40条 役員または職員の地位
  - 41条 適合命令
  - 42条 改善命令
  - 43条 登録の取消命令等
  - 44条 帳簿の記載等
  - 45条 登録等の公示
  - 46条 登録検査機関以外の者による人を誤認させる行為の禁止
  - 47条 報告・立入検査等
- 第9章 営業
  - 48条 食品衛生管理者
  - 49条 養成施設・講習会
  - 50条 有毒・有害物質の混入防止措置等に関する基準
  - 51条 食鳥処理の事業の基準
  - 52条 器具または容器包装を製造の基準
  - 53条 特定の材質の原材料が使用された器具または容器包装の販売等での情報伝達
  - 54条 都道府県が、条例で必要な基準を定める義務
  - 55条 営業の許可
  - 56条 許可営業者の地位の承継
  - 57条 営業の届出
  - 58条 回収の届出
  - 59条 廃棄命令等
  - 60条 厚生労働大臣による許可の取消等
  - 61条 都道府県知事による改善命令等
- 第10章 雑則
  - 62条 国庫の負担
  - 63条 中毒の届出
  - 64条 死体の解剖
  - 65条 厚生労働大臣の都道府県知事等への調査の要請等
  - 66条 前条において、協議会の開催
  - 67条 食品等事業者に対する援助及び食品衛生推進員
  - 68条 おもちゃ等への準用規定
  - 69条 処分違反者の公表等
  - 70条 国民の意見の聴取
  - 71条 施設の実施状況の公表および国民の意見の聴取
  - 72条 内閣総理大臣との協議等
  - 73条 厚生労働大臣および内閣総理大臣の密接な連携
  - 74条・75条　削除
  - 76条 健所を設置する市または特別区での読替え
  - 77条 指定都市等の特例
  - 78条 再審査請求
  - 79条 事務の区分
  - 80条 権限の委任
- 第11章 罰則
  - 81条-89条 罰則
- 附則

## 総則

### 法律の目的とその変遷
日本における食品衛生行政の起点は明治時代にまで遡る。その起点が、1873年（明治6年）の司法省布達第130号「贋造ノ飲食物並ニ腐敗ノ食物ヲ知テ販売スル者」とされる。その後、本法の前身である「飲食物其ノ他ノ物品取締ニ関スル法律」が1900年（明治33年）に公布された。
第二次世界大戦敗戦後、新憲法の成立に伴い、独立命令が1947年（昭和22年）12月31日に失効することが規定（日本国憲法施行の際現に効力を有する命令の規定の効力等に関する法律）されていたため、それに間に合うよう制定された。同年12月24日に成立、1948年（昭和23年）1月1日施行。
同法の実質的な主たる起草者は、後に厚生省の初代食品衛生課長となる尾崎嘉篤及び畠田、樋上、三宅等の公衆保険局栄養課の職員である。
2003年（平成15年）5月30日、法目的が次のように改正された。
（改正前）「飲食に起因する衛生上の危害の発生を防止し、公衆衛生の向上及び増進に寄与すること」
（改正後）「食品の安全性確保のために公衆衛生の見地から必要な規制その他の措置を講ずることにより、飲食に起因する衛生上の危害の発生を防止し、もつて国民の健康の保護を図ること」（法第1条）。
この2003年の改正は「健康の保護」という、より高い目標設定とそれを実現するための「必要な規制その他の措置」という行政の役割を明確化していることが特徴である。
なお、この改正とほぼ同時期に食品安全基本法が制定されている。
2018年（平成30年）6月13日、大規模な法改正が公布された。
主な改正のポイントは、
- （１）大規模又は広域におよぶ「食中毒」への対策を強化
- （２）「HACCP（ハサップ）に沿った衛生管理」を制度化
- （３）特定の食品による「健康被害情報の届出」を義務化
- （４）「食品用器具・容器包装」にポジティブリスト制度を導入
- （５）「営業許可制度」の見直しと「営業届出制度」の創設
- （６）食品等の「自主回収（リコール）情報」は行政への報告を義務化
- （７）「輸出入」食品の安全証明の充実

### 対象範囲
本法で規制対象となる食品は、医薬品や医薬部外品を除いた「すべての飲食物」である（法第4条第1項）。したがって、法の規制としては、医薬品医療機器等法が優先する形となっている。食品と添加物の他、食器、割ぽう具、容器、包装、乳児用おもちゃ（乳児が口に入れるおそれがあるため）についても規制の対象となっている。なお、同じく口に入れるものであっても、歯ブラシやたばこなどは食品ではないため、規制の対象外である。
また、営業目的で食品の販売や使用することに対する必要な規制について定められており、例えば、家庭内での調理や個人輸入については規制は及ばない。なお「販売」には、不特定または多数の者への販売以外の授与を含むとされる（例えば、街頭において無償で食品を配布することは、規制の対象（金銭の交換は問わない））。
また、営業には、農業及び水産業における食品の採取業は含まれておらず、農家や漁師も対象とはならない。（例外として、乳の搾乳は対象となる。）

## 食品及び添加物

### 食品添加物
食品添加物とは、食品の製造過程または食品の加工や保存の目的で、食品に添加、混和などの方法によって使用するものと定義されている（法第4条第2項）。厚生労働大臣が定めたもの以外は、使用等が禁止されている（法第12条）。ただし、一般に飲食に供されるもので添加物として使用されるもの（一般飲食物添加物）及び天然香料は例外となる。天然香料とは、動植物から得られた物又はその混合物で、食品の着香の目的で使用される添加物と定義されている（法第4条第3項）。
なお、従前は、化学的合成品たる添加物とそれを含む添加物製剤が対象とされていたが、平成7年の法改正によって規制強化が行われ、化学的合成品以外の添加物（天然物）を含めた添加物全体に拡大された。

### 新開発食品の販売禁止
科学技術の発展により、これまで食経験の無いものを摂取する可能性が生じており、こうした背景を踏まえ設立された規定である。厚生労働大臣は必要に応じて安全性の確証が得られるまで、暫定的にその販売を禁止することができる（法第7条）。
対象となる食品の範囲
1. 新物質、若しくは食品や添加物として利用されることがなかったもの（法第7条第1項関係）
2. 食品としての食経験はあるが、例えば、これまで食経験のない程度まで濃縮して飲食に供されるようなもの（法第7条第2項関係）
3. 死亡事例や劇症肝炎等の重篤な疾患が発生した場合で、食品として利用されることがなかった未知の物質が含まれるおそれがあるもの（法第7条第3項関係）

なお、これまで2.は、アマメシバを含む粉末剤、錠剤等の加工食品について適用事例がある。（1.3.は無し。）

### 包括的輸入禁止
厚生労働大臣は、高い頻度で基準違反が発見された場合（検査件数全体の5％以上）などにおいて、特に必要があると認めるときは、特定の国・地域で製造されたすべての食品または添加物、器具またはは容器包装について、販売等を包括的に禁止することができる（法第9条, 法第17条）。なお、これまで本条の適用事例はない。

### 病肉等の販売等の禁止
疾病にかかり又は異常のある獣畜や家きんの肉・臓器・骨など、へい死した獣畜や家きんの肉・臓器・骨などは、販売等してはならない（法第10条第1項）。
家畜伝染病予防法に規定する法定伝染病・届出伝染病など、患畜の肉は一切食用にすることができず、と畜場法・食鳥処理の事業の規制及び食鳥検査に関する法律と併せて、厳格な規制が行われている。
獣畜とは牛、馬、豚、めん羊、山羊、水牛をいい、家きんとは鶏、あひる、七面鳥をいう。
なお、獣畜が不慮の災害により即死した場合（例えば、トラックや汽車にはねられて即死した場合）において、と畜検査員（獣医師）が人の健康を損なうおそれがなく飲食に適すると認めたときには、販売等することは差し支えない。

### 獣畜の肉等の輸入
輸入肉・食肉製品については、輸出国の政府機関によって発行された衛生事項を記載した証明書を添付したものでなければ、輸入ができない（法第10条第2項）。この衛生証明書は、法第27条に基づく輸入届出の際に、検疫所への提出が求められる。
証明されるべき内容は、前項と同じ（患畜の肉や食肉製品でないこと）である。
なお、アメリカ合衆国、オーストラリア、ニュージーランドからの輸入の場合には、紙の書類ではなく、オンライン（FAINS）による送信が認められている。

### 食品等の規格基準
内閣総理大臣は、公衆衛生の観点から食品中の残留基準や製造・加工の基準を定めることができる（法第13条第1項）。基準に合わない食品は、販売等してはならない（法同条第2項）。なお、基準設定に際しては、食品衛生基準審査会の意見が聴かれ、専門家による議論の結果が反映される。
法文中の、食品の成分の『規格』とは、微生物や添加物等のいわゆる残留基準のことであり、『基準』とは、製造方法や保存方法についての基準のことである。両者を合わせて、『規格基準』と称されることが多い。

#### 主な食品の規格基準
清涼飲料水、氷菓、魚肉ねり製品、食肉製品、ゆでがに、生食用かき、冷凍食品、即席めん類、容器包装詰加圧加熱殺菌食品など、食品ごとに規格基準が定められている。
| 主な食品（代表例）                     | 規格 |
| -------------------------------------- | --- |
| 清涼飲料水                             | ヒ素、鉛、カドミウム 不検出 スズ 150.0ppm以下 大腸菌群 陰性 緑膿菌及び腸球菌 陰性（ミネラルウォーター） |
| 魚肉ねり製品                           | 大腸菌群 陰性 亜硝酸根 0.05g以下                                                                        |
| ゆでがに                               | 腸炎ビブリオ陰性 生菌数 100,000/g以下 大腸菌群 陰性                                                     |
| 加熱後摂取冷凍食品（凍結直前未加熱）   | 生菌数 3,000,000/g以下 E.coli 陰性                                                                      |
| 生食用冷凍鮮魚介類                     | 生菌数 100,000/g以下 大腸菌群陰性 腸炎ビブリオ 最確数100以下                                            |
| 容器包装詰加圧加熱食品（レトルト食品） | 発育し得る微生物 陰性                                                                                   |

#### 農薬等のポジティブリスト制度
すべての農薬等に対して、一律基準（0.01ppm）を超えて残留する食品については、原則として販売禁止とする制度である（法第13条第3項）。ただし、個別に残留基準が設定されている場合は、その基準により規制する。
なお、『農薬等』には食品中に残留する農薬のほか、残留する動物用医薬品、飼料添加物も含まれる。

### 総合衛生管理製造過程（HACCP）
HACCPに基づく衛生管理を経て製造又は加工された食品について、厚生労働大臣により承認が与えられる（旧法第13条第1項）。承認可能な品目は、製造基準（加工基準）の定められた食品のうち、乳、乳製品、清涼飲料水、食肉製品、魚肉練り製品、容器包装詰加圧加熱殺菌食品に限定されている（施行令第1条）。承認を受けた製造方法（加工方法）については、例えば、殺菌条件等が製造基準（加工基準）を満たさなくても、法律に適合するものとみなされる（旧法第13条第6項）。

## 検査

### 輸入食品の届出
食品を輸入するには、輸入の都度、食品等輸入届出書を提出しなければならない（法第27条）。届出先は、輸入手続きを行う税関と同じ検疫所である。
ただし、原塩、コプラ、食用油脂の製造に用いる動物性又は植物性原料油脂、粗糖、粗留アルコール、糖みつ、麦芽、ホップは、届出を要しない（規則第32条）。

## 登録検査機関
登録検査機関は、行政（国及び地方自治体）に代わり、中立かつ公正な立場で、法第25条、法第26条第1項から第3項に基づく検査（製品検査）を行い、また法第28条に基づく検査（収去検査）の受託を行う法人である。
申請の受付、審査等の登録に関する事務は、厚生労働省の地方支分部局である地方厚生局において行っている（法第31条）。手数料の額は、20万2600円であり（施行令第10条）、この他に登録免許税が課せられる。
厚生労働大臣は、基準に適合する申請を受けた場合、登録しなければならない（法第33条）。旧制度（指定検査機関制度）においては、厚生労働大臣は必ず指定を行わなければならないということではなかったが、登録制になり、基準に適合する者であれば、行政の裁量の余地なく登録が可能であるとされる。

## 営業

### 食品衛生監視員
食品衛生に関する事業者への監視・指導を行う食品衛生監視員は食品衛生管理者となり得る資格（法第48条第6項）を有する公務員の中から厚生労働大臣、内閣総理大臣又は都道府県知事が命ずる（法第30条）。なお、日本国内の監督を行う食監は地方公務員であるが、港湾において輸入食品の検疫を行う食監は国家公務員である。

### 営業許可
飲食店などを営もうとするものは、都道府県知事、もしくは、保健所設置市の市長の許可を受けなければならない（法第55条）。公衆衛生に与える影響が著しい営業（食鳥処理の事業を除く）について、都道府県条例による施設基準が定められ（法第54条）、許可にあたっては、その基準に合うかどうか保健所により立入調査が行われる。
営業許可が必要となる業種は、次のとおり（施行令第35条）。
- 飲食店営業（一般食堂、料理店、すし屋、そば屋、旅館、仕出し屋、弁当屋、レストラン、カフエー、バー、キヤバレーその他食品を調理し、又は設備を設けて客に飲食させる営業をいい、次号に該当する営業を除く。）
- 喫茶店営業（喫茶店、サロンその他設備を設けて酒類以外の飲物又は茶菓を客に飲食させる営業をいう。）
- 菓子製造業（パン製造業を含む。）
- あん類製造業
- アイスクリーム類製造業（アイスクリーム、アイスシヤーベツト、アイスキヤンデーその他液体食品又はこれに他の食品を混和したものを凍結させた食品を製造する営業をいう。）
- 乳処理業（牛乳（脱脂乳その他牛乳に類似する外観を有する乳飲料を含む。）又は山羊乳を処理し、又は製造する営業をいう。）
- 特別牛乳搾取処理業（牛乳を搾取し、殺菌しないか、又は低温殺菌の方法によつて、これを厚生労働省令で定める成分規格を有する牛乳に処理する営業をいう。）
- 乳製品製造業（粉乳、練乳、発酵乳、クリーム、バター、チーズその他乳を主要原料とする食品（牛乳に類似する外観を有する乳飲料を除く。）を製造する営業をいう。）
- 集乳業（生牛乳又は生山羊乳を集荷し、これを保存する営業をいう。）
- 乳類販売業（直接飲用に供される牛乳、山羊乳若しくは乳飲料（保存性のある容器に入れ、摂氏百十五度以上で十五分間以上加熱殺菌したものを除く。）又は乳を主要原料とするクリームを販売する営業をいう。）
- 食肉処理業（食用に供する目的で食鳥処理の事業の規制及び食鳥検査に関する法律 （平成二年法律第七十号）第二条第一号 に規定する食鳥以外の鳥若しくはと畜場法 （昭和二十八年法律第百十四号）第三条第一項 に規定する獣畜以外の獣畜をとさつし、若しくは解体し、又は解体された鳥獣の肉、内臓等を分割し、若しくは細切する営業をいう。）
- 食肉販売業
- 食肉製品製造業（ハム、ソーセージ、ベーコンその他これらに類するものを製造する営業をいう。）
- 魚介類販売業（店舗を設け、鮮魚介類を販売する営業をいい、魚介類を生きているまま販売する営業及び次号に該当する営業を除く。）
- 魚介類せり売営業（鮮魚介類を魚介類市場においてせりの方法で販売する営業をいう。）
- 魚肉ねり製品製造業（魚肉ハム、魚肉ソーセージ、鯨肉ベーコンその他これらに類するものを製造する営業を含む。）
- 食品の冷凍又は冷蔵業
- 食品の放射線照射業
- 清涼飲料水製造業
- 乳酸菌飲料製造業
- 氷雪製造業
- 氷雪販売業
- 食用油脂製造業
- マーガリン又はシヨートニング製造業
- みそ製造業
- 醤油製造業
- ソース類製造業（ウスターソース、果実ソース、果実ピユーレー、ケチヤツプ又はマヨネーズを製造する営業をいう。）
- 酒類製造業
- 豆腐製造業
- 納豆製造業
- めん類製造業
- そうざい製造業（通常副食物として供される煮物（つくだ煮を含む。）、焼物（いため物を含む。）、揚物、蒸し物、酢の物又はあえ物を製造する営業をいい、第十三号、第十六号又は第二十九号に該当する営業を除く。）
- 缶詰又は瓶詰食品製造業（前各号に該当する営業を除く。）
- 添加物製造業（法第13条第1項の規定により規格が定められた添加物を製造する営業をいう。）

### 営業届出
公衆衛生に与える影響が少ない営業については、届出対象外業種として営業届出の対象外となるが、法第55条の営業許可業種や、届出対象外業種以外を除くその他の営業は、都道府県知事、もしくは、保健所設置市の市長に届出が必要となる（法第57条）。
届出が不要となる業種は、次のとおり（施行令第37条）。
- 食品又は添加物の輸入をする営業
- 食品又は添加物の貯蔵のみをし、又は運搬のみをする営業（食品の冷凍又は冷蔵業を除く。）
- 容器包装に入れられ、又は容器包装で包まれた食品又は添加物のうち、冷凍又は冷蔵によらない方法により保存した場合において、腐敗、変敗その他の品質の劣化により食品衛生上の危害の発生のおそれがないものの販売をする営業
- 器具又は容器包装（第一条に規定する材質以外の原材料が使用された器具又は容器包装に限る。）の製造をする営業
- 器具又は容器包装の輸入をし、又は販売をする営業

### 違反食品の回収
保健所の調査において、違反食品（有毒な食品や基準に合わない食品など）が発見された場合、回収が命じられ、その違反食品は食用にならないよう廃棄される（法第59条）。
なお、実際には、法に違反するおそれがある場合には、保健所の判断を待たずに、営業者が自ら自主的に回収を行うことが多い。一部の都道府県（例えば、東京都）では、条例によって自主回収の報告制度を定めているところもある。
表示についての違反食品は回収命令の対象とはならないが、これは正しい表示を行えば、再び販売等が可能であるためである。

### 営業の禁止・停止
営業者が本法に違反した場合（例えば、食中毒を起こしてしまうなど）、営業の禁止あるいは停止の措置が講じられる（法第60条第1項）。
営業停止は期間を定めるものを言い（例：営業停止3日間）、期間を定めない場合は営業禁止となる。
なお、この措置は食品による健康被害の拡大と再発の防止のためであり、営業者に対する懲罰を目的とするものではない。食中毒事件の場合、営業禁止あるいは停止の期間中に、保健所の指導のもと調理施設の消毒や従業員への衛生教育などが行われている。
なお、営業許可を受けている者に対してはもちろん、営業許可の対象でない業種も含めすべての営業者に対して、都道府県知事等は営業の禁止・停止ができる。

### 輸入業の禁止・停止
厚生労働大臣は、輸入業者が本法に違反した場合、輸入業の禁止あるいは停止の措置を講じることができる（法第60条第2項）。本規定による処分の発動は、故意または重大な過失による違反や違反を繰り返す場合（おおむね5％以上）に限られており、これまでの適用事例は少ない。

## 雑則

### 国庫の負担
地方自治体が食品衛生行政に要する費用について、国がその2分の1を負担することが定められている（法第62条）。しかし、現在、この規定の効力は停止されている。

### 食中毒の調査および報告
医師は、食中毒の患者を診断したときには、24時間以内に最寄りの保健所にその旨を届け出なければならない（法第63条第1項, 規則第72条）。医師からの届出に応じて、保健所による調査が行われる。
保健所の調査結果は都道府県知事に報告されるが、次によるものは直ちに厚生労働大臣へも報告される（法第63条第3項、規則第73条、規則別表第17）。
- 食中毒患者等が50人以上発生したとき
- 死者又は重篤な患者が発生したとき
- 輸入された食品等に起因し、又は起因すると疑われるとき
- 以下に掲げる病因物質に起因し、又は起因すると疑われるとき

1. サルモネラ属菌
2. ボツリヌス菌
3. 腸管出血性大腸菌
4. エルシニア・エンテロコリチカＯ８
5. カンピロバクター・ジェジュニ／コリ
6. コレラ菌
7. 赤痢菌
8. チフス菌
9. パラチフスＡ菌
10. 化学物質（元素及び化合物をいう。）

- 患者等の所在地が複数の都道府県にわたるとき
- 食中毒の発生の状況等からみて、中毒の原因の調査が困難であるとき
- 食中毒の発生の状況等からみて、法第59条 から法第61条 までの規定による処分を行うこと又はその内容の適否を判断することが困難であるとき

### 大規模食中毒の調査
大規模な食中毒が発生（患者が500人以上発生、または広域に発生、規則第77条）したときには、厚生労働大臣は、都道府県知事に対して、期限を定めて、食中毒原因の調査結果を報告するように求めることになる（法第65条）。その報告期限は、通常3日間以内である。

### 食品衛生推進員
地方自治体は、地域における食品衛生の向上のための自主的な活動を促進するため、民間から『食品衛生推進員』を委嘱することができる。（法第67条）食品衛生推進員の主な活動内容は、地域情報の収集、意識啓発活動、食品関係者への巡回相談活動、従業員研修への支援、保健所活動への協力などである。

### 違反者の名称等の公表
本法に違反した者の名称等について公表される（法第69条）。なお、努力規定であり、食品衛生上の危害の発生を防止するために行われるものであって、制裁的な措置ではない。

## 法及び省令改正

### 2003年（平成15年）改正
2003年改正ではBSE問題など食の安全への不安から、食品衛生における国等の責務の明確化、残量農薬のポジティブリスト制の導入などが実施された。

### 食品中の放射性物質に対する規制
福島第一原子力発電所事故以降、2012年3月末まで暫定規制値を通知に基づき食品衛生法の規制対象として準用してきたが、食品衛生法の下位法令にあたる乳及び乳製品の成分規格等に関する省令および食品、添加物等の規格基準が改正され、乳及び乳製品の成分規格等に関する省令に基づきセシウム134およびセシウム137を規制の対象とする省令が新たに整備されたことにより、2012年4月1日から食品中の放射性物質に対する規制が法的に食品衛生法の下に行われることとなった。

### 腸管出血性大腸菌食中毒による規制
2011年4月に飲食チェーン店での腸管出血性大腸菌による食中毒事件の発生、及び生食用食肉の安全性確保についての衛生基準に強制力がなく、事業者において遵守されていなかったことを受け、食品衛生法の下位法令である食品、添加物等の規格基準が改正され、2011年10月1日から基準を満たさないユッケ、タルタルステーキ、牛刺し及び牛タタキなどの生食用牛肉（内臓を除く）の販売等が禁止となった。
また、食品衛生法による規制の検討に当たって行われた調査では、肝臓表面及び肝臓内部から腸管出血性大腸菌O157、ベロ毒素1型及び2型生産菌が検出された。更に、肉用牛農場で1割弱、と畜場で2割弱の牛がベロ毒素1型遺伝子を有した大腸菌O157に陽性であり、カンピロバクター検出率は肝臓で約2割、胆のう内の胆汁が約3割であった。これらの調査結果から、薬事・食品衛生審議会の部会が2012年3月「食中毒を防ぐ手段がない」として、提供を禁じるべきだとする意見をまとめ、同じく食品、添加物等の規格基準が改正されたことにより、2012年7月1日から牛の肝臓の生食の安全性を確保する知見が得られるまでの間、牛レバーなどの牛の肝臓を生食用として販売することが禁止となった。

### 2018年（平成30年）改正
2018年改正では広域的な食中毒への対策強化、HACCPに沿った衛生管理の制度化、営業許可制度の見直しと営業届出制度の創設、食品リコール制度の創設などが実施された。

#### 営業許可制度の見直しと営業届出制度の創設
2018年改正では事業者の所在地等の把握のため営業届出制度が創設され営業許可制度も見直しが行われた。
営業許可業種に関する法改正は2021年6月に施行され漬物製造業等が営業許可業種の対象になった。改正前から同製造業を営んでいた者は3年間の経過措置が設けられたため、2024年6月から完全施行された。漬物製造業について条例で届出制にしていた自治体は本法で許可制に変更される。また、秋田県など12府県はもともと条例に漬物の規定がないなど行政の関与が薄く、農家などには自宅の台所や物置で漬物製品を製造している個人事業者もあったが、漬物製造業の営業許可を受けるためには専用の作業場の設置が必要となるため個人事業者には漬物づくりを諦める人も出ている。

#### リコール情報届出制度
食品等のリコール情報届出制度も2021年6月に施行され、食品等に関わる事業者が食品衛生法違反又は違反のおそれのある自主回収（リコール）、食品表示法違反による自主回収（リコール）を行ったときは、リコール情報を最寄りの保健所等に届け出ることが義務化された。

### 2021年（令和3年）改正
改正の概要は下記の通り。
- 大規模又は広域におよぶ「食中毒」への対策を強化
- 「HACCP（ハサップ）に沿った衛生管理」を制度化
- 特定の食品による「健康被害情報の届出」を義務化
- 「食品用器具・容器包装」にポジティブリスト制度を導入
- 「営業許可制度」の見直しと「営業届出制度」の創設
- 食品等の「自主回収（リコール）情報」は行政への報告を義務化
- 「輸出入」食品の安全証明の充実

### 2023年（令和5年）改正
・食品等の規格基準の策定その他の食品衛生基準行政に関する事務について、厚生労働大臣から内閣総理大臣(消費者庁)に移管